# Gmina Sveta Nedelja
Gmina Sveta Nedelja (chorw. Općina Sveta Nedelja) – gmina w Chorwacji, w żupanii istryjskiej.

## Miejscowości i liczba mieszkańców (2011)
- Cere – 26
- Eržišće – 54
- Frančići – 44
- Jurazini – 90
- Kraj Drage – 49
- Mali Golji – 110
- Mali Turini – 39
- Marići – 57
- Markoci – 77
- Gmina Nedešćina (chorw. Općina Nedešćina) – 604
- Paradiž – 58
- Ružići – 99
- Santalezi – 170
- Snašići – 79
- Sveti Martin – 188
- Štrmac – 439
- Šumber – 381
- Veli Golji – 72
- Veli Turini – 45
- Vrećari – 168
- Županići – 138